# LGBT práva v Zimbabwe

Duhová mapa Zimbabwe

LGBT práva jsou v Zimbabwe determinovaná faktem, že mužská stejnopohlavní sexuální aktivita je nezákonná. Od r. 1995 vede zimbabwská vláda otevřeně nepřátelskou politiku vůči gayům a lesbám.

## Zákony týkající se stejnopohlavní sexuální aktivity
Angloamerické právo trestá sodomii, jejíž skutková podstata spočívá v záměrné souloži mezi dvěma muži, dále smilstvu proti přírodě, kterým se myslí jakákoli soulož s jinou osobou odporující zákonům přírody. Sekce 11 Zákona o kontrole a cenzuře veřejné zábavy zakazuje dovoz, provoz, tisk, publikaci, distribuci a držení prodejních materiálů obsahujících "vadný" obsah. (Vadný obsah spočívá v prostopášnosti či obscénnosti hrubě odporující veřejné morálce nebo ochraně veřejného zdraví.) Ustanovení tohoto zákona je všeobecně užíváno k perzekuci LGBT aktivistů a minority.
Zákony přijaté v roce 2006 kriminalizující jakékoli projevy, které by mohly být chápány jako homosexuální. Zimbabwská vláda činí trestným činem i držení se za ruce, objímání a polibky mezi osobami stejného pohlaví. Zákon o "sexuálních deviacích" je jedním z 15 ustanoveních trestního zákona tiše přijatých parlamentem. Gayové a lesby jsou součástí generální úpravy zdejších zákonů proti sodomii. Dříve se za porušení zákonů proti sodomii považovala pouze sexuální aktivita. Nová verze však trestá jakýkoli kontakt mezi muži, který by se dal považovat za projev obscénnosti.

### Žádost o azyl v roce 2002
V r. 1998 se Williamu Kimumwe stíhánému ve věci porušení zákonů proti sodomii podařilo utéct do Keni. V roce 2002 se dostal do Spojených států, kde zažádal o azyl, který mu však imigrační soudce zamítnul. V roce 2005 uspěl u odvolacího soudu ve státě Missouri. Dva soudci uvěřili Kimumwyho příběhu a zkušenostem v Zimbabwe a vyhověli jeho žádostí. Důvodem nebyla jeho sexuální orientace, ale pronásledování.

## Historie homosexuality v Zimbabwe
David Livingstone, bojovník proti otroctví, misionář a šiřitel evangelia, shledal při cestách po dnešním jihozápadním Zimbabwe, že amorální chování mezi mladými muži je v podstatě následek monopolizace žen stařešinou. Smith a Dale zmínili jednoho muže mluvícího Ilou a oblékajícího se jako žena, avšak nekonajícího ženské práce, žijícího a spícího mezi ostatními muži. V jazyce Ila byl nazýván "mwaami", což v překladu znamná "prorok". Zjistili také, že ani pederastie nebyla raritou, ale domorodci považovaná za riskatní, neboť věřili, že chlapec může přijít do jiného stavu.
Epprecht při svém přezkumu 250 soudních případů z let 1892-1923 shledal, že se jedná o prvopočátek vedení řádné evidence kauz. Pět případů z r. 1892 se týkalo černošského obyvatelstva. Zločin sodomie byl součástí místní kultury. V jednom případě byl dokonce i sám náčelník předvolán jako svědek porušení zvykových zákonů. Dosvědčil, že trestem byla pokuta jedné krávy, což je méně než pokuta pro dospělého. Epprecht mimo jiné tak zkoumal rovné zacházení mezi bílými a černými obžalovanými. Nicméně zabýval se pouze kauzami, které se dostali do popředí zájmů soudů. Většina konsensuáních sexuálních vztahů v soukromí se zpravidla přecházela. Některé případy vyvolala prohlášení partnerů, kteří od svého chování upustili, anebo neobdrželi slíbenou kompenzaci od bývalého partnera. Navzdory faktu, že se za splnění normy u mladých mužů považovalo ležení na zádech bez známky potěšení, mnozí z nich od sexuální vzájemnosti upoušteli. Jednalo se třeba o případ dvou černých mužů, kteří svůj vzah ukončili z důvodu strachu z otěhotnění, nicméně jeden nahlásil, že prováděli penetraci.

## Mugabeho vláda

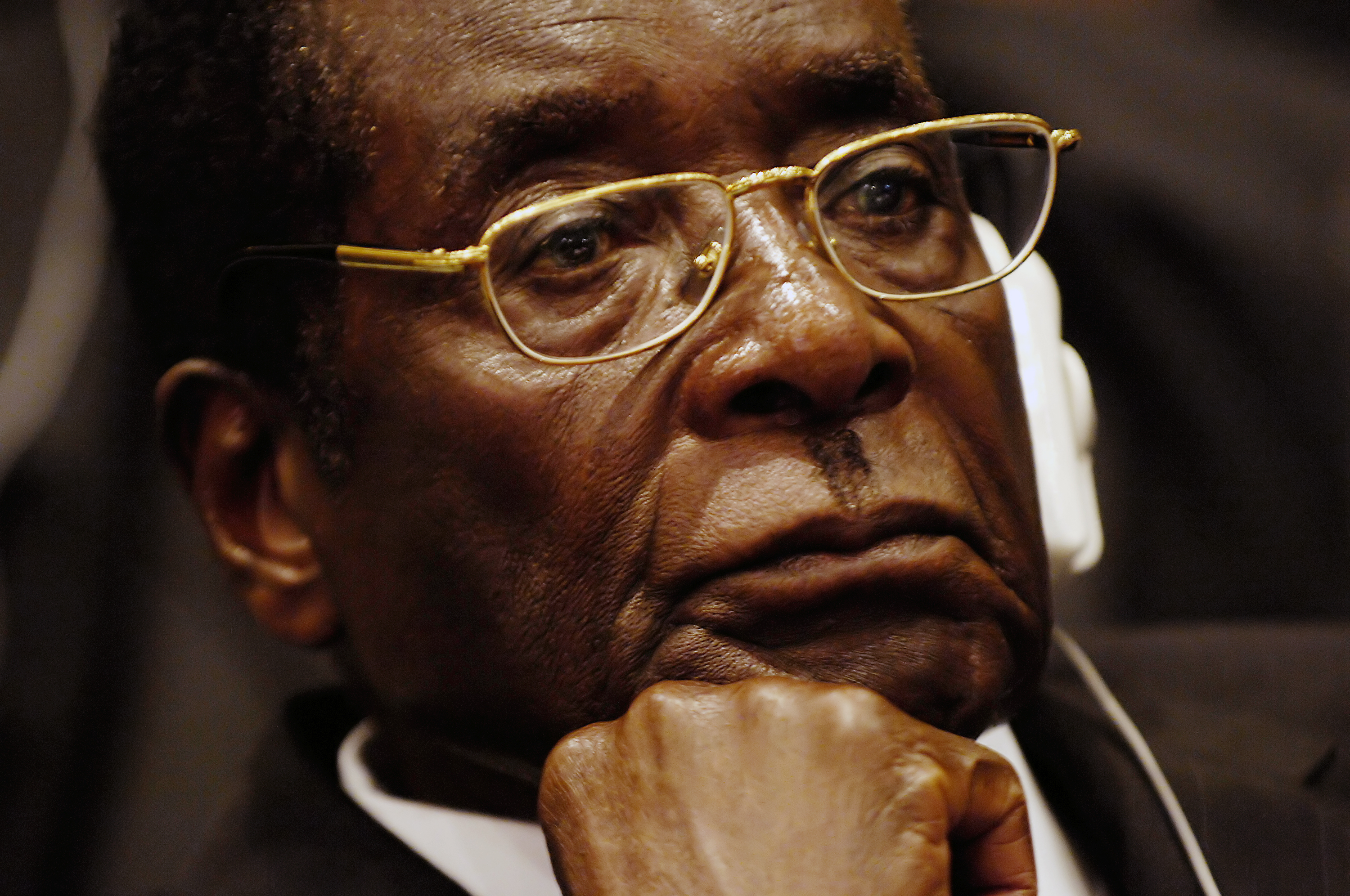
Robert Mugabe na summitu Africké unie v r. 2008

Robert Mugabe, druhý a dosavadní prezident Zimbabwe od r. 1980, vede aktivní anti-LGBT politiku a veřejně vystupuje proti homosexualitě.
Mugabe se stal terčem celosvětové kritiky po svých komentářích dne 1. srpna 1995, když přišel ke stánku Asociace zimbabwských gayů a leseb (GALZ) na každoročním Mezinárodním knižním veletrhu v Harare. GALZ je organizace založená v r. 1989. Její hlavní činností je zlepšovat komunikaci v rámci gay komunity. Dříve se jí ze strany vlády dostávalo takřka nulové pozornosti. Mugaba, když její stánek zahlédnul, na knižním veletrhu, řekl:
| „ | "Nestačím se divit tomu, že krajně nechutné, amorální a mému svědomí slušného člověka odporující organizace, jako jsou tito buzeranti porušující zákony přírody a náboženskou morálku naší společnosti, musí mít své obhájce nejen po celém světě, ale i v samém centru naší vlasti." | “ |

O dva týdny později na každoročních oslavách nezávislosti Zimbabwe Mugabe prohlásil následující:
| „ | "Degraduje to lidskou důstojnost. Je to proti přírodě a nelze vůbec diskutovat o tom, zda těmhle lidem dovolit chovat se hůř než psi a prasata. Pokud se psi a prasata takhle nechovají, proč by měli lidé začínat?! Máme svojí vlastní kulturu a tradiční hodnoty, které tvoří základní podstatu lidské existence, a které musíme velmi tvrdě ctít a hájit! Proč bychom se vůbec měli nechat přesvědčovat k akceptaci jednání, které je svojí povahou pod úrovní zvířat? Nic takového nikdy nedovolíme! Pokud někdo z vás přistihne kohokoliv, kdo se projevuje jako gay či lesba, potrestejte ho a předejte policii!" | “ |

Posléze zahájil prezident Mugabe svojí vlastní politiku represe homosexuálů prostřednictvím zákonů proti sodomii.
Mugabe věří, že většina problémů současné Zimbabwe spočívá v neafrické a amorální kultuře převzaté od bílých kolonialistů. Při oslavě svých 82. narozenin vyzval své příznice, aby nechali bílé, kteří takto jednají, v pokoji odejít. Dále nařídil místním novinářům, kteří z velké části pracují pro státem vlastněné instituce, aby vedli propagandu proti homosexuálním vztahům. Mnoho odpůrců Mugabeho režimu věří, že používá gaye jako obětní beránky, aby odvrátil pozornost před ekonomickými problémy, jimž země čelí.
GALZ se stala terčem vládních zpravodajských služeb a infiltrací jejích špionů za účelem pokusů o vydírání neznámými i příležitostnými známými. Homosexuálové jsou opakovaně korumpováni, zatýkání, vražděni, mláci a někdy i místními autoritami znásilňováni. Na mlácení a trestání homosexuálů se však měla podle některých zdrojů podílet i CIA.
V r. 1996 byl obviněn bývalý prezident Canaan Banana z 11 trestných činů sodomie a pokusu o sodmii. Jako důkazní materiál byly použity odposlechy vytvořené v průběhu fingované vraždy jeho bývalého bodyguarda. V r. 1998 se mu přičetl ještě trestný čin nemravného jednání. Odsouzen byl k 10letému vězení, laicizaci ze církve a 6 měsícům nucených prací.
V r. 1999 se pokusila skupina britských gay aktivistů vedená Peterem Tatchellem usvědčit prezidenta Mugabu ze zločinu mučení. V r. 2001 se Tatchell pokusil Mugabeho zadržet v Bruselu. Byl však zbit do bezvědomí prezidentovou ochrankou.

## Životní podmínky
Homosexualita je ve zdejší sociálně konzervativní společnosti velké tabu a díky Mugabeho anti-gay politice zaujímá čím dál více Zimbabwanů otevřeně agresivní postoj k LGBT minoritě. Gayové a lesby čelí v Zimbabwe násilí a často páchají sebevraždu. Několik málo nočních klubů v centrech měst Harare a Bulawayo jsou ke gay návštěvníkům relativně tolerantní. Mužská homosexuální prostituce je v hararských klubech zcela běžným fenoménem.

### HIV/AIDS
Pandemie HIV/AIDS je v Zimbabwe masovým jevem, který zužuje zdejší domorodé obyvatelstvo, z něhož si většina nemůže dovolit anti-retrovirální medikamenty. V současnosti je GALZ jedna z mála lobbujících organizací zabývající se mimo jiné také prevencí HIV/AIDS. Asociace požaduje po všech přistoupivších členech absolvování HIV testu. Rovněž distribuuje informační plakáty a letáky varující místní gaye jakožto rizikovou skupinu před nákazou.

## Souhrnný přehled
| Legální stejnopohlavní styk                                                                   | No                         |
| Stejný věk legální způsobilosti k pohlavnímu styku pro obě orientace                          | No                         |
| Anti-diskriminační zákony v zaměstnání                                                        | No                         |
| Anti-diskriminační zákony v přístupu ke zboží a službám                                       | No                         |
| Anti-diskriminační zákony v ostatních oblastech (vč. nepřímé diskriminace, projevů nenávisti) | No                         |
| Stejnopohlavní manželství                                                                     | (Ústavní zákaz od r. 2013) |
| Adopce dítěte partnera                                                                        | No                         |
| Společná adopce dětí stejnopohlavními páry                                                    | No                         |
| Gayové a lesby smějí otevřeně sloužit v armádě                                                |                            |
| Možnost změny pohlaví                                                                         | No                         |
| Přístup k umělému oplodnění pro lesbické ženy                                                 | No                         |
| Náhradní mateřství pro gay páry                                                               | No                         |
| MSM smějí darovat krev                                                                        | No                         |